# 古代イタリア地域諸言語
古代イタリア地域諸言語（こだいイタリアちいきしょげんご）とは、紀元前1000年〜500年頃（鉄器時代）のイタリア半島で使われた諸部族の言語を指す（ギリシア語系を除く）。
紀元前6世紀ごろのイタリアでは、イタリック語派、イタリック語派以外のインド・ヨーロッパ語族、非インド・ヨーロッパ語族のさまざまな言語が話されていたことが知られる。しかしながらラテン語（イタリック語派のラテン・ファリスク語群）を除き、多くの言語はわずかな碑文が残るのみであり、資料不足のために言語の実態は明らかでない。
- そのうちの非インド・ヨーロッパ語族の祖先は8000年以上前にヨーロッパに到来し農耕を始めたと遺伝学的研究から考えられている。（インド・ヨーロッパ語族の到来以前）。

ラテン語はわずかな領域を占めるに過ぎなかったが、ローマ帝国の拡大に従いイタリア全土から地中海世界の西半分全体へも広がった。それに伴い他のイタリアの言語は西暦紀元前後に死語になった。

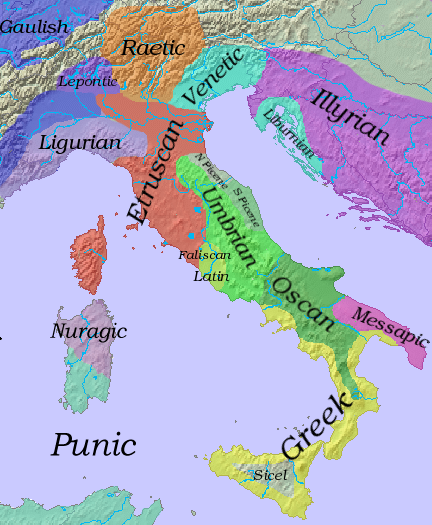
紀元前6世紀のイタリアの言語分布

## イタリック語派
オスク・ウンブリア語群 (Osco-Umbrian)
- ウンブリア語 (Umbrian) 
  - ウォルスク方言 (Volscian)
  - エクウ方言 (Aequian)
  - マルス方言 (Marsian)
- オスク語 (Oscan)
  - ウェスティニ方言 (Vestinian)
  - パエリグニ方言 (Paelignian)
  - マルキニ方言 (Marrucinian)
  - Hernican
- サビニ語 (Sabinian)
- 南ピケネ語 (South Picene)

ラテン・ファリスク語群 (Latino-Faliscan)
- ファリスク語 (Faliscan)
- ラテン語(Latin)

## 他のインド・ヨーロッパ語族
- ウェネティ語（Venetic） イタリック語派に近いといわれるが、ゲルマン語派などとの類似点もあり、別の語派とする考えもある。
- リブルニア語（Liburnian）ウェネティ語に近いともいう。
- シケル語　ラテン・ファリスク語群と類似点の指摘があるが良く分かっていない。
- メッサピア語（Messapic）
- レポント語（Lepontic）ケルト語派とされる。Lugano文字が使われた。

## 非インド・ヨーロッパ語族
- エトルリア語（Etruscan）
- 北ピケネ語 (North Picene)

## 所属不明
- 古代ラエティア語（Raetic）エトルリア語と同系とする説、インド・ヨーロッパ語族とする説がある
- 古代リグリア語（Ligurian）非インド・ヨーロッパ語族とする説、ケルト語派とする説がある
- シカニ語
- エリミ語

## 言語資料なし
- ヌラーゲ文化（Nuragic）